# Andrew Wood
Andrew Patrick Wood (ur. 8 stycznia 1966 w Columbus, zm. 19 marca 1990 w Seattle) – amerykański muzyk, wokalista zespołów Malfunkshun i Mother Love Bone. W wieku 24 lat, z powodu przedawkowania heroiny, zapadł w śpiączkę, z której już się nie obudził, zmarł tuż przed wydaniem jedynego albumu długogrającego Mother Love Bone, Apple. Był osobą androgyniczną.

## Życiorys

### Młodzieńcze lata
Andrew urodził się w 1966 w Columbus, jako najmłodsze dziecko państwa Wood (bracia Brian i Kevin), jego rodzina przeprowadziła się jednak, krótko po jego narodzeniu do Bainbridge Island (stan Waszyngton), gdzie młody Andy wychowywał się. Już w młodym wieku był fanem takich artystów jak: Queen, Elton John, Aerosmith, czy Kiss.

### Pierwszy projekt muzyczny (1980-1988)
W wieku 14 lat, wraz z bratem Kevinem założył modern rockowy zespół pod nazwą Malfunkshun, w którym zajmował on stanowisko wiodącego wokalisty, oraz basisty. Grupa zyskała popularność głównie ze względu na jego wyjątkowo barwną osobowość, a także dzięki głosowi porównywanemu do Stevena Tylera, czy Roberta Planta. Zespół uznawany jest za jeden z pierwszych z gatunku grunge. Po ośmiu latach Andy opuścił grupę, a ta postanowiła nie kontynuować swej muzycznej działalności.

### Mother Love Bone (1988-1990)
Po rozpadzie dobrze zapowiadającego się Malfunkshun, Andy postanowił rozpocząć nowy muzyczny projekt, założył więc w Seattle rockową grupę - Mother Love Bone. Zajął tam miejsce wokalisty, oraz pianisty, rezygnując tym samym ze stanowiska basisty, na tym miejscu zastąpił go Jeff Ament. Duet gitarzystów prowadzących tworzyli Bruce Fairweather oraz Stone Gossard. Składu dopełnił perkusista - Greg Gilmore. Grupa w 1989 wydała płytę krótkogrającą pt. Shine, zespół intensywnie koncertował i stawał się sławny dzięki samemu Woodowi. W tym samym roku samoistnie poddał się leczeniu odwykowemu spowodowanym uzależnieniem od heroiny. Rok później zespół przymierzał się do wydania pierwszej płyty studyjnej. 16 marca 1990, Xana La Fuente, partnerka życiowa Andy'ego znalazła go w ich domu w stanie śpiączki, natychmiast został przewieziony do szpitala w celu próby ratowania życia. Zmarł 3 dni później, bezpośrednią przyczyną było przedawkowanie heroiny, grupa natychmiast skończyła działalność. Po czterech miesiącach od tego incydentu wydany został longplay Mother Love Bone - Apple, uznawany za kamień milowy w historii grunge'u, a także jeden z najlepszych albumów tego gatunku. W 1991 wydano album kompilacyjny nazwany po prostu Mother Love Bone, złożony z utworów umieszczonych na Shine i Apple.

## Po śmierci
Śmierć Wooda wstrząsnęła światem grunge. Współlokator i przyjaciel Andy'ego, a także wokalista Soundgarden - Chris Cornell założył wraz z muzykami Mother Love Bone grupę Temple of the Dog ku czci Wooda, nazwa grupy nawiązuje do fragmentu tekstu utworu napisanego przez Andy'ego - Man of Golden Words. Koniec Mother Love Bone był zarazem początkiem zespołu Pearl Jam, w którego skład wchodzą Jeff Ament, Stone Gossard oraz Eddie Vedder, który otwarcie mówił, iż żałuje, że nigdy nie poznał Andy'ego, czasami na koncertach swej grupy odgrywa on przebój Mother Love Bone pt. Chloe Dancer / Crown of Thorns. Kolejny muzyk grunge, będący jednym ze znajomych Wooda, gitarzysta Alice in Chains - Jerry Cantrell napisał ku jego pamięci jeden z najbardziej znanych utworów tej grupy, pt. Would?.